# René Roy (astronome)
Pour les articles homonymes, voir Roy et René Roy.
Ne doit pas être confondu avec Jean-René Roy.
René Roy, né en 1938, est un astronome amateur français, découvreur d'astéroïdes.

## Biographie
Retraité de la Société nationale des chemins de fer français, il est vice-président de l'Association des cheminots astronomes (ACA).
Il a construit son propre observatoire à Blauvac (Vaucluse), qu'il commande à distance. Il s'intéresse surtout à la technologie CCD pour la recherche et l'astrométrie des astéroïdes et comètes.
D'après le Centre des planètes mineures de l'Union astronomique internationale, il a découvert neuf astéroïdes en 1998 et 1999.
De plus, il a découvert deux lunes astéroïdales. La première est S/2003 (1089) 1, découverte en 2003 avec Raoul Behrend, Claudine Rinner, Pierre Antonini, Petr Pravec, Alan W. Harris, Stefano Sposetti, Russell I. Durkee et Alain Klotz,. La seconde est S/2004 (1313) 1, découverte en 2004 avec Raoul Behrend et Stefano Sposetti,.
L'astéroïde (14533) Roy a été nommé en son honneur,,.

## Astéroïdes découverts
| (10927) Vaucluse      | 29 janvier 1998,  |
| (14643) Morata        | 24 novembre 1998, |
| (38250) Tartois       | 31 août 1999,     |
| (48960) Clouet        | 25 août 1998,     |
| (56041) Luciendumont  | 8 décembre 1998,  |
| (49384) Hubertnaudot  | 12 décembre 1998, |
| (73984) Claudebernard | 26 février 1998,  |
| (91019) 1998 DK20     | 26 février 1998,  |
| (102929) 1999 XQ37    | 7 décembre 1999,  |
| S/2003 (1089) 1       | 26 décembre 2003, |
| S/2004 (1313) 1       | 7 février 2004,   |